# Kathleen Kinmont
Kathleen Kinmont, all'anagrafe Kathleen Kinmont Smith (Los Angeles, 3 febbraio 1965), è un'attrice, regista, direttrice della fotografia e sceneggiatrice statunitense.

## Biografia
Protagonista di diverse serie televisive è ricordata principalmente per i suoi ruoli in numerosi film horror.

## Vita privata
Dal 1989 al 1993 è stata moglie dell'attore Lorenzo Lamas, con il quale ha recitato anche in diversi film e telefilm d'azione. Nel 1997 si è risposata con l'attore Jere Burns.

## Filmografia

### Attrice

#### Cinema
- Hardbodies, regia di Mark Griffiths (1984)
- Dal college con furore (Fraternity Vacation), regia di James Frawley (1985)
- Winners Take All, regia di Fritz Kiersch (1987)
- Nightforce, regia di Lawrence David Foldes (1987)
- Non aspettate mezzanotte (Midnight), regia di Norman Thaddeus Vane (1988)
- Halloween 4 - Il ritorno di Michael Myers (Halloween 4: The Return of Michael Myers), regia di Dwight H. Little (1988)
- Phoenix the Warrior, regia di Robert Hayes (1988)
- Roller Blade Warriors: Taken by Force, regia di Donald G. Jackson (1989)
- Il guerriero della strada 2 (Snake Eater II: The Drug Buster), regia di George Erschbamer (1989)
- Beverly Hills - Delitti al College (Rush Week), regia di Bob Bralver (1989)
- Re-Animator 2 (Bride of Re-animator), regia di Brian Yuzna (1990)
- Costretto a combattere (Night of the Warrior), regia di Rafal Zielinski (1991)
- L'arte di uccidere (The Art of Dying), regia di Wings Hauser (1991)
- Sweet Justice - 5 donne per una vendetta (Sweet Justice), regia di Allen Plone (1991)
- Impatto finale (Final Impact), regia di Joseph Merhi e Stephen Smoke (1992)
- Nome in codice: Alexa (CIA Code Name: Alexa), regia di Joseph Merhi (1992)
- Nome in codice: Alexa 2 (CIA II: Target Alexa), regia di Lorenzo Lamas (1993)
- Fist Fighter 2, regia di Frank Zagarino (1993)
- Final Round, regia di George Erschbamer (1994)
- Texas Payback, regia di Richard W. Munchkin (1995)
- Stormswept, regia di David I. Frazer (1995)
- Punctul zero, regia di Sergiu Nicolaescu (1996)
- Music Graffiti (That Thing You Do!), regia di Tom Hanks (1996)
- Dead of Night, regia di Kristoffer Tabori (1996)
- Ambizione fatale (The Corporate Ladder), regia di Nick Vallelonga (1997)
- Sconosciuti in casa (Stranger in the House), regia di Rodney Gibbons (1997)
- Gangland, regia di Art Camacho (2001)
- Testimone nudo (Bare Witness), regia di Kelley Cauthen (2002)
- Psychotic, regia di Ace Cruz (2002)
- Lime Salted Love, regia di Danielle Agnello e Joe Hall (2006)
- Prank, regia di Danielle Harris e Heather Langenkamp (2008)
- Monsterpiece Theatre Volume 1, regia di Ethan Terra (2011) - (episodio: Rottentail)
- The Silent Natural, regia di David Risotto (2018)
- Ernesto's Manifesto, regia di David M. Matthews (2019)

#### Televisione
- The Joey Bishop Show – serie TV, episodio 4x25 (1965)
- Master (The Master) – serie TV, episodio 1x08 (1984)
- Dallas – serie TV, episodio 14x14 (1991)
- DEA – serie TV, episodio 14x14 (1991)
- Santa Barbara – serial TV, 1 episodio (1992)
- Baywatch – serie TV, episodio 5x07 (1994)
- Renegade – serie TV, 87 episodi (1992-1996)
- The Wonderful World of Disney – serie TV, episodio 1x24 (1998)
- Due poliziotti a Palm Beach (Silk Stalkings) – serie TV, episodi 7x11-8x21-8x22 (1997-1999)
- Mortal Kombat: Conquest – serie TV, episodio 1x21 (1999)
- V.I.P. – serie TV, episodio 4x05 (2001)
- Il tempo della nostra vita (Days of Our Lives) – serial TV, 1 episodio (2002)
- Peccato e seduzione (Do Not Be Deceived), regia di Jake Helgren – film TV (2018)
- Zoe Valentine – serie TV, 4 episodi (2019)
- A Merry Christmas Match, regia di Jake Helgren – film TV (2019)
- Aloha with Love, regia di Brian Herzlinger – film TV (2022)

## Doppiatrici italiane
- Roberta Pellini in Halloween 4 - Il ritorno di Michael Myers
- Emanuela Rossi in Il guerriero della strada 2
- Marina Tagliaferri in Nome in codice Alexa, Nome in codice Alexa 2
- Liliana Sorrentino in Renegade